# Peckia naides
Peckia naides är en tvåvingeart som först beskrevs av Guilherme A.M.Lopes 1941.  Peckia naides ingår i släktet Peckia och familjen köttflugor.
Artens utbredningsområde är Colombia. Inga underarter finns listade i Catalogue of Life.